# 黄田戏台
黄田戏台，位于中国广西壮族自治区贺州市八步区黄田镇黄田圩建设路42号，为一个省级文物保护单位，类型为古建筑，为第六批广西壮族自治区文物保护单位，公布时间为2009年5月4日。
黄田戏台的历史年代为清。